# Веттер, Анук
Анук Веттер (нидерл. Anouk Vetter; род. 4 февраля 1993 года, Амстердам, Нидерланды) — нидерландская легкоатлетка, специализирующаяся в многоборье. Чемпионка Европы 2016 года в семиборье, призёр Олимпийских игр 2020 года, трёхкратный призёр чемпионатов мира в семиборье.

## Биография

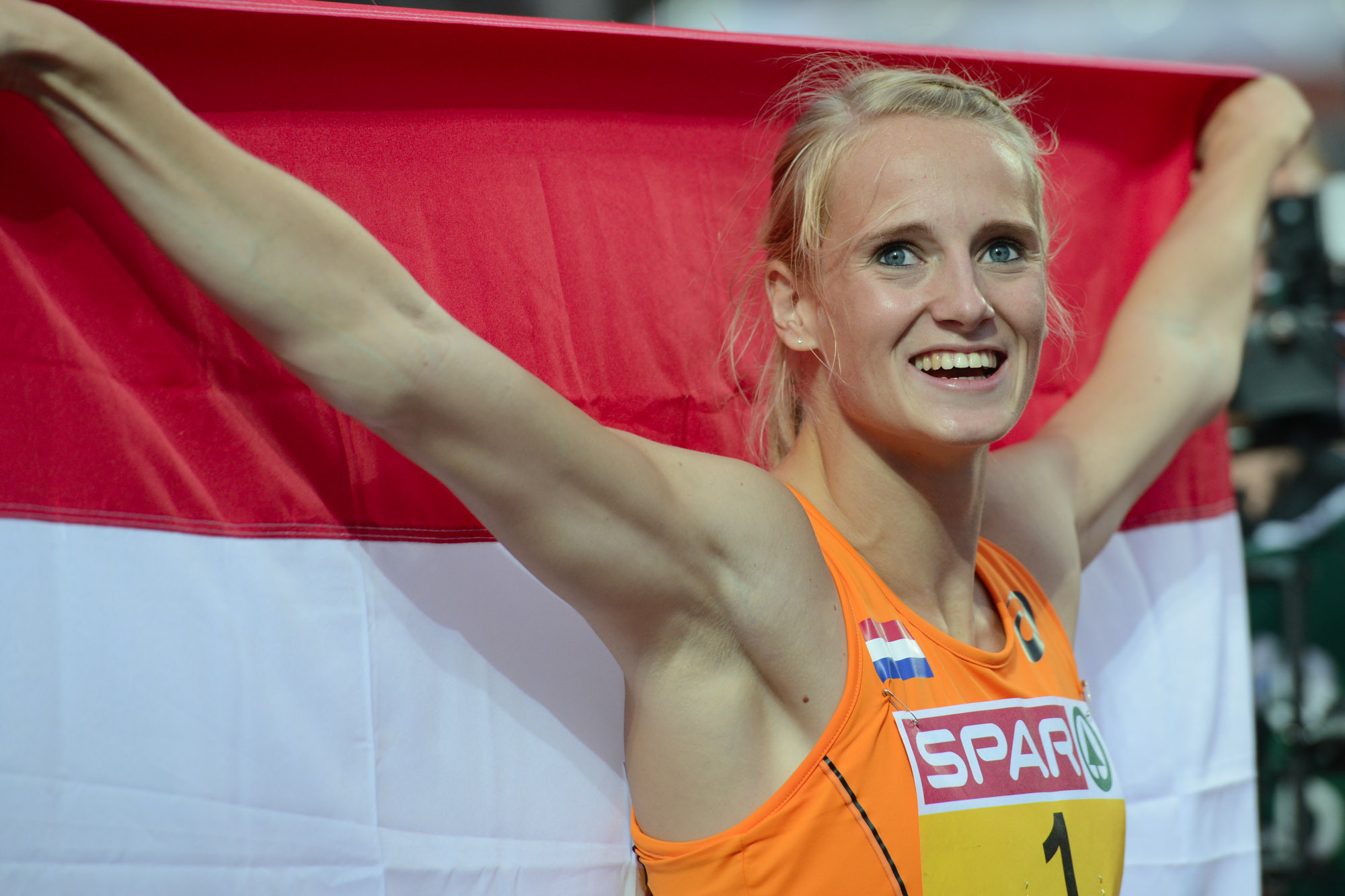
Веттер после победы на домашнем чемпионате Европы 2016 года

Родилась в семье с легкоатлетическими традициями. Отец Анук, Рональд Веттер, развивал метание молота в Нидерландах, а после стал тренером для своей дочери. Мама, Герда Блокзиль-Веттер, выступала в метании копья и дважды становилась чемпионкой страны в 1980-х годах.
Анук начала тренироваться с 13 лет. На первых порах наибольших успехов добилась в метании копья, но уже в 16 лет переключилась на многоборье. Дебютировала за сборную страны в 2009 году на Европейском юношеском олимпийском фестивале. Участвовала в чемпионатах мира и Европы среди юниоров, но не смогла там выполнить многоборье до конца.
В 2014 году впервые в карьере набрала больше 6000 очков, установив личный рекорд на соревнованиях в австрийском Гётцисе — 6316 очков. Благодаря этому результату отобралась на чемпионат Европы, где заняла 7-е место.
На чемпионате мира 2015 года стала 12-й в семиборье.
Благодаря пяти личным рекордам в семи дисциплинах стала чемпионкой Европы в 2016 году перед родными трибунами в Амстердаме. После шести видов она опережала действующую победительницу Антуанетту Нану Джиму из Франции на 198 очков и могла не волноваться за итоговое первое место. Результат Веттер, 6626 очков, стал новым национальным рекордом.
Участвовала в Олимпийских играх в Рио-де-Жанейро, где заняла 10-е место в соревнованиях семиборок.
Она начала сезон 2017 года с 7-го места в Гётцисе. В августе 2017 года она установила новый национальный рекорд в семиборье — 6636 очков на чемпионате мира в Лондоне, где завоевала бронзовую медаль, уступив олимпийской чемпионке 2016 года Нафиссату Тиам (золото) и Каролин Шефер (серебро).
Она завершила сезон победой в семиборье на соревнованиях Décastar в Талансе, Франция. Второй год подряд она занимает 2-е место в IAAF Combined Events Challenge.
На Hypo Meeting 2018 в Гётцисе она заняла 4-е место, опередив Нафиссату Тиам, Йоргелиса Родригеса и Эрику Бугард.
На Олимпийских играх 2020 года в Токио Анук завоевало серебро в семиборье.
В 2023 году на чемпионате мира по лёгкой атлетике, который состоялся в Будапеште, спортсменка из Нидерландов, в семиборье, с результатом 6501 очко стала бронзовым призёром чемпионата мира.

## Основные результаты
| Год  | Турнир                                      | Место проведения         | Дисциплина                     | Место | Результат |
| ---- | ------------------------------------------- | ------------------------ | ------------------------------ | ----- | --------- |
| 2009 | Европейский юношеский олимпийский фестиваль | Тампере, Финляндия       | метание копья эстафета 4×100 м | —     | DNS, DNF  |
| 2011 | Чемпионат Европы среди юниоров              | Таллин, Эстония          | семиборье                      | —     | DNF       |
| 2012 | Чемпионат мира среди юниоров                | Барселона, Испания       | семиборье                      | —     | DNF       |
| 2013 | Чемпионат Европы среди молодёжи             | Тампере, Финляндия       | семиборье                      | —     | DNF       |
| 2014 | Чемпионат Европы                            | Цюрих, Швейцария         | семиборье                      | 7-е   | 6281      |
| 2015 | Чемпионат Европы в помещении                | Прага, Чехия             | пятиборье                      | 8-е   | 4548      |
| 2015 | Чемпионат мира                              | Пекин, Китай             | семиборье                      | 12-е  | 6267      |
| 2016 | Чемпионат Европы                            | Амстердам, Нидерланды    | семиборье                      | 1-е   | 6626      |
| 2016 | Олимпийские игры                            | Рио-де-Жанейро, Бразилия | семиборье                      | 10-е  | 6394      |
| 2017 | Чемпионат мира                              | Лондон, Великобритания   | семиборье                      | 3-е   | 6636      |
| 2022 | Чемпионат мира                              | США, Орегон              | семиборье                      | 2-е   | 6867      |
| 2023 | Чемпионат мира                              | Венгрия, Будапешт        | семиборье                      | 3-е   | 6501      |